# Intermidialidade
Intermidialidade é o processo da conjunção e interação de várias mídias. Quando se fala em mídias, devemos pensar não somente em cinema, fotografia, rádio, jornal e TV mas também em literatura e artes. Elas são mídias, pois veiculam informação e reúnem todo um aparato social e cultural à sua volta. Essas mídias se contaminam e acabam gerando novos discursos. Discursos estes que vão além da capacidade expressiva de um só meio, o que chamamos esse processo e conjunção de intermidialidade.
A Intermidialidade é o movimento e o devir, lugar de um saber e de um pensamento do ser, não mais entendido como unidade e continuidade, mas como diferença e intervalo.